# Fleabag
Fleabag est une série télévisée britannique, écrite et développée par Phoebe Waller-Bridge et adaptée de son one-woman-show, joué pour la première fois en 2013 au Edinburgh Festival Fringe. La série est produite par Two Brothers Pictures pour la chaîne BBC Three et sous accord de coproduction avec Amazon Studios.  
Phoebe Waller-Bridge écrit et interprète le rôle-titre, une jeune femme célibataire à l’esprit libre, en colère et confuse. Sian Clifford joue le rôle de Claire, sa sœur, et Andrew Scott rejoint la distribution principale dans la deuxième saison pour y interpréter le rôle du prêtre. La plupart des personnages principaux de la série ne sont jamais nommés. La particularité de la série repose dans son humour noir et dans son ironie, mais aussi dans le lien entretenu entre Fleabag et le spectateur : elle brise fréquemment le quatrième mur, proposant des apartés, des monologues internes et des commentaires au public.

## Synopsis
« Fleabag » est une femme trentenaire, vivant à Londres et propriétaire d'un café  depuis la mort accidentelle de son amie et partenaire, Boo. Pleine de dérision et de lucidité, elle brise le quatrième mur pour faire partager au spectateur le fond de sa pensée sur son entourage, qu'il s'agisse de sa sœur Claire ou de son père qui s'est mis en couple avec la marraine de Fleabag peu après la mort de sa mère.

## Contexte

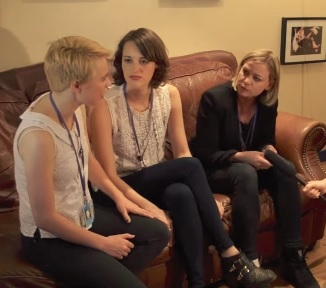
Interview de Phoebe Waller-Bridge au Edinburgh Fringe Festival en 2013. L’actrice est au centre.

La série est adaptée d'une pièce du même nom écrite par Waller-Bridge en 2013, et qui remporta le Fringe First Award,,. L'idée initiale du personnage de Fleabag vient d'un défi lancé par un ami de Waller-Bridge, lui demandant de créer un sketch de dix minutes pour une soirée de stand-up.
Fleabag (« sac à puces ») est le réel surnom que donne sa famille à Phoebe Waller-Bridge.

## Distribution

### Principaux
- Phoebe Waller-Bridge (VF : Julie Dumas) : Fleabag[10]
- Sian Clifford (VF : Élisa Bourreau) : Claire, la sœur de Fleabag
- Andrew Scott (VF : Olivier Chauvel) : le prêtre, pour qui Fleabag va avoir des sentiments (saison 2)

### Secondaires
- Olivia Colman (VF : Brigitte Berges) : la marraine de Fleabag, qui devient par la suite sa belle-mère
- Bill Paterson (VF : Philippe Catoire) : le père de Fleabag
- Brett Gelman (VF : Edgar Givry) : Martin, le mari de Claire
- Hugh Skinner (VF : Fabrice Fara) : Harry, l'ex-petit-ami de Fleabag
- Ben Aldridge (VF : Sylvain Agaësse) : l'amant anal (saison 1, invité saison 2)
- Hugh Dennis (en) (VF : Xavier Béja) : le banquier (saison 1, invité saison 2)
- Jenny Rainsford (en) (VF : Laurence Sacquet) : Boo

### Invités
- Jamie Demetriou (VF : Emmanuel Garijo) : le dragueur du bus (saison 1, épisodes 1 et 3)
- Fiona Shaw (VF : Annie Sinigalia) : la psychologue de Fleabag (saison 2, épisode 2)
- Jo Martin : Pam (saison 2, épisode 2)
- Kristin Scott Thomas (VF : elle-même) : Belinda (saison 2, épisode 3)
- Ray Fearon (VF : Jean-Michel Vaubien) : le misogyne sexy (saison 2, épisodes 2 et 5)
- Angus Imrie (VF : Oscar Douieb) : Jake (saison 2, épisodes 2 et 6)
- Christian Hillborg (sv) (VF : Sébastien Desjours) : Klare (saison 2, épisodes 3 et 5)

 Source et légende : version française (VF) sur RS Doublage et Doublage Séries Database

## Diffusion
Après la première diffusion sur la chaîne BBC Three, la série est passée sur BBC Two du 21 août au 25 septembre 2016. Elle a été choisie par le service de vidéo à la demande Amazon Video et diffusée aux États-Unis à partir du 16 septembre 2016,.

## Réception critique
Fleabag reçut des critiques positives. Metacritic lui donne un score de 88. Emily Nussbaum du New Yorker note une « mécanique d'humour noir de précision, une fable affectueuse sur la vie d'une femme célibataire » (« a precision black-humor mechanism, a warped and affecting fable about one single woman’s existence »). Mo Ryan du magazine Variety trouve que la série est d'une « drôlerie scintillante ». Mike Hale dans The New York Times loue le programme pour son « énergie sans limite, presque sauvage, et son attitude comme un « coup en pleine face » ». Tim Goodman du Hollywood Reporter voit la série comme une « nouvelle voix très remarquée à la télévision ». Alan Sepinwall de HitFix décrit le programme comme « quelque chose de douloureusement beau ».

### Récompenses et nominations
| Récompense                                         | Catégorie                                        | Nomination           | Résultat   |
| -------------------------------------------------- | ------------------------------------------------ | -------------------- | ---------- |
| 7e cérémonie des Critics' Choice Television Awards | Meilleure série comique                          | Fleabag              | Nomination |
| 7e cérémonie des Critics' Choice Television Awards | Meilleure actrice dans une série comique         | Phoebe Waller-Bridge | Nomination |
| Broadcast Awards                                   | Meilleure comédie                                | Fleabag              | Nomination |
| Broadcast Awards                                   | Meilleur programme original                      | Fleabag              | Nomination |
| Broadcast Awards                                   | Meilleur programme diffusé sur plusieurs chaînes | Fleabag              | Nomination |

| Récompense            | Catégorie                                                                         | Nomination | Résultat   |
| --------------------- | --------------------------------------------------------------------------------- | --- | ---------- |
| Primetime Emmy Awards | Meilleure série télévisée comique                                                 | Phoebe Waller-Bridge, Harry Bradbeer, Lydia Hampson, Harry Williams, Jack Williams, Joe Lewis et Sarah Hammond | Lauréat    |
| Primetime Emmy Awards | Meilleure actrice dans une série télévisée comique                                | Phoebe Waller-Bridge (pour Episode 1)                                                                          | Lauréat    |
| Primetime Emmy Awards | Meilleure actrice dans un second rôle                                             | Sian Clifford (pour Episode 3)                                                                                 | Nomination |
| Primetime Emmy Awards | Meilleure actrice dans un second rôle                                             | Olivia Colman (pour Episode 4)                                                                                 | Nomination |
| Primetime Emmy Awards | Meilleure réalisation pour une série télévisée comique                            | Harry Bradbeer (pour Episode 1)                                                                                | Lauréat    |
| Primetime Emmy Awards | Meilleur scénario pour une série télévisée comique                                | Phoebe Waller-Bridge (pour Episode 1)                                                                          | Lauréat    |
| Golden Globes         | Meilleure série musicale ou comique                                               | Phoebe Waller-Bridge, Harry Bradbeer, Lydia Hampson, Harry Williams, Jack Williams, Joe Lewis et Sarah Hammond | Lauréat    |
| Golden Globes         | Meilleure actrice dans une série musicale ou comique                              | Phoebe Waller-Bridge                                                                                           | Lauréat    |
| Golden Globes         | Meilleur acteur dans un second rôle dans une série, une mini-série ou un téléfilm | Andrew Scott                                                                                                   | Nomination |

## Adaptation
Une adaptation de la série a été produite par Canal+, Mouche, avec Camille Cottin reprenant le rôle principal dans une intrigue transposée à Paris.